# 顺河乡 (南充市)
顺河乡，是中华人民共和国四川省南充市顺庆区曾经下辖的一个乡。2019年9月，撤销顺河乡，将其所属行政区域划归共兴镇管辖。

## 行政区划
顺河乡撤销前下辖以下地区：
李家湾村、法华沟村、灵潼山村、青家山村、七沟村、贾家庙村、金观音村、盐井坎村、音堂村和五显庙村。